# هوشنگ مرادی کرمانی
هوشنگ مرادی کرمانی  (زاده ۱۶ شهریور ۱۳۲۳ در روستای سیرچ از توابع بخش شهداد کرمان) داستان‌نویس و فیلمنامه نویس معاصر ایرانی است. شهرت او به خاطر کتاب‌هایی است که برای کودکان و نوجوانان نوشته و شماری از این‌ها که به فیلم نیز درآمده است. مشهورترین مجموعه داستان های او قصه‌های مجید و شما که غریبه نیستید است که طرفداران بسیار زیادی دارد و فیلم مشهور قصه های مجید را از روی همین داستان ساخته اند.

## زندگی
هوشنگ مرادی کرمانی در سال ۱۳۲۳ در روستای سیرچ از توابع بخش شهداد استان کرمان متولد شد. تا کلاس پنجم ابتدایی در آن روستا درس خواند و همراه پدربزرگ و مادربزرگش زندگی کرد. مادرش از دنیا رفته بود و پدرش دچار نوعی ناراحتی روانی-عصبی شده بود و قادر به مراقبت از فرزند عزیزش نبود. از همان سنین کودکی به خواندن علاقه زیادی داشت و عموی جوانش که معلم روستا بود، در این علاقه بی‌تاثیر نبود. پس از تحصیلات ابتدایی به کرمان رفت و تا ۲۰ سالگی در آنجا زندگی کرد و در این دوره بود که شیفته سینما هم شد.
دوره دبیرستان را در یکی از دبیرستان‌های شهرستان کرمان گذراند و سپس وارد دانشگاه شد. وی پس از مهاجرت به تهران دوره دانشکده هنرهای دراماتیک را در این شهر گذراند و در همین مدت در رشتهٔ ترجمهٔ زبان انگلیسی نیز لیسانس گرفت.
از سال ۱۳۳۹ در کرمان و همکاری با رادیو محلی کرمان نویسندگی را آغاز کرد و در سال ۱۳۴۷ با چاپ داستان در مطبوعات فعالیت مطبوعاتی‌اش را گسترش داد.
اولین داستان وی به نام «کوچه ما خوشبخت‌ها» در مجله خوشه (به سردبیری ادبی شاملو) منتشر شد که حال و هوای طنز آلود داشت. در سال ۱۳۴۹ یا ۱۳۵۰ اولین کتاب داستان وی «معصومه» حاوی چند قصه متفاوت و کتاب دیگری به نام «من غزال ترسیده‌ای هستم» به چاپ رسیدند.
در سال ۱۳۵۳ داستان «قصه‌های مجید» را خلق می‌کند؛ داستان پسر نوجوانی که همراه با «بی‌بی» پیرزن مهربان، زندگی می‌کند. همین قصه‌ها، جایزه مخصوص «کتاب برگزیده سال۱۳۶۴» را نصیب وی ساخت.
اما اولین جایزه نویسندگی‌اش به خاطر «بچه‌های قالی‌باف خانه» بود که در سال ۱۳۵۹ جایزه نقدی شورای کتاب کودک و جایزه جهانی اندرسن در سال ۱۹۸۶ را به او اختصاص داد. این داستان سرگذشت کودکانی را بیان می‌کند که به خاطر وضعیت نابسامان زندگی خانواده مجبور بودند در سنین کودکی به قالیباف‌خانه‌ها بروند و در بدترین شرایط کار کنند. او در مورد نوشتن این داستان می‌گوید: «برای نوشتن این داستان ماه‌ها به کرمان رفتم و در کنار بافندگان قالی نشستم تا احساس آن‌ها را به خوبی درک کنم». درک و لمس آنچه که می‌نویسد، از خصوصیات نویسندگی کرمانی است که در تمام داستان‌های او می‌توان احساس کرد. می‌توان گفت مرادی با تمام وجود می‌نویسد.
آثار او به زبان‌های آلمانی، اسپرانتو، انگلیسی، فرانسوی، اسپانیایی، هلندی، عربی، ارمنی و هندی ترجمه شده‌است. اما اولین اثری که از او به زبان انگلیسی ترجمه شده بود، داستان «سماور» از «قصه‌های مجید» بود که برای یونیسف فرستاده شد.

### از مطبوعات تا رادیو

هوشنگ مرادی کرمانی در ششمین همایش بین‌المللی انجمن ترویج زبان و ادبیات فارسی، خردادماه ۱۳۹۰، دانشگاه مازندران

مرادی کرمانی پس از رها کردن مطبوعات، نوشتن برای برنامهٔ «خانه و خانواده» را در رادیو آغاز کرد. او خود می‌گوید نوشتن را از مجلهٔ خوشه، ارتباط با مخاطب را از نشریات هفتگی و گفت‌وگو را از رادیو آموخته‌است.
در سال‌های ۱۳۴۹ و ۱۳۵۰، هوشنگ مرادی کرمانی اولین کتاب داستان خود، معصومه و کتاب دیگری به نام من غزال ترسیده‌ای هستم را به چاپ می‌رساند. اما اولین اتفاق مهم در زندگی ادبی وی خلق داستان قصه‌های مجید در سال ۱۳۵۳ است؛ مجموعهٔ قصه‌هایی دربارهٔ یک پسر نوجوان فقیر کرمانی که با مادربزرگ پیر و مهربانش «بی‌بی» زندگی می‌کند که البته باز هم گوشه‌هایی از نوجوانی پر از سختی نویسنده‌اش را منعکس می‌کند.
مرادی کرمانی نخستین جایزهٔ نویسندگی‌اش را به خاطر داستان «بچه‌های قالی‌باف‌خانه» در سال ۱۳۵۹ از شورای کتاب کودک کسب می‌کند و سپس برای همین کتاب جایزهٔ جهانی «هانس کریستین اندرسن» را در سال ۱۹۸۵ به خود اختصاص می‌دهد.
مرادی کرمانی در سال ۱۹۹۲ از سوی داوران جایزهٔ جهانی هانس کریستین اندرسن برلین به‌دلیل تأثیر عمیق و گسترده‌اش در ادبیات کودکان جهان به عنوان نویسندهٔ برگزیدهٔ سال انتخاب شد و برندهٔ جایزهٔ جهانی برلین شد. وی هم‌چنین جایزهٔ «خوزه مارتینی» (نویسنده و قهرمان ملی آمریکای لاتین) را در کشور کاستاریکا از آن خود کرد.
سالِ ۱۳۸۴ از مرادی کرمانی به عنوان چهرهٔ ماندگار تقدیر شد. او عضو پیوستهٔ فرهنگستان زبان و ادب فارسی است.
کتاب سرگذشت کودکانی را بیان می‌کند که به خاطر وضع نابسامان زندگی خانواده مجبورند در سنین کودکی به قالی‌باف‌خانه‌ها بروند و در بدترین شرایط کار کنند. مرادی کرمانی برای نوشتن این داستان به کرمان رفت و ماه‌ها در کنار بافندگان قالی نشست تا احساس آن‌ها را به خوبی درک کند. او برای جلد دوم قصه‌های مجید نیز در سال ۱۳۶۰ لوح تقدیر شورای کتاب کودک را دریافت کرد. آثار هوشنگ مرادی کرمانی به زبان‌های هندی، عربی، انگلیسی، آلمانی، اسپانیایی، هلندی و فرانسوی ترجمه شده‌اند، اما اولین اثری که از او به زبان انگلیسی ترجمه شد، داستان «سماور» از مجموعهٔ قصه‌های مجید بود که برای «یونیسف» فرستاده شد.
مرادی کرمانی دربارهٔ اثرپذیری‌اش از نویسندگان مطرح و علایقش به آثار سینمایی گفته‌است، عامیانه‌نویسی را از «صادق چوبک»، شاعرانه‌نویسی را از «ابراهیم گلستان»، ایجاز را از «ارنست همینگوی» و «گلستان» سعدی، احساس را از «صادق هدایت» و طنز را از «چخوف» و «دهخدا» آموخته؛ در سینما از همه بیش‌تر به سینمای نئورئالیستی ایتالیا و ازجمله «دزد دوچرخه» (ویتوریو دسیکا) عشق می‌ورزد، از سینمای کلاسیک آمریکا «ماجرای نیمروز» (فرد زینه‌مان) را دوست دارد و در مورد سینمای ایران فیلم «مسافر» (امیر نادری) و «کودک و سرباز» (رضا میرکریمی) را دوست دارد؛ زیرا در این فیلم‌ها می‌توان آدم‌ها و فضای اصیل ایرانی را پیدا کرد.
استفاده از ضرب‌المثل‌ها و آداب و رسوم عامه، کاربرد واژگان محاوره‌ای و آمیختگی نظم و نثر، از دیگر ویژگی‌های آثار هوشنگ مرادی کرمانی هستند که در آخرین آثارش مانند «ماه شب چهارده» و «نه تر و نه خشک» هم دیده می‌شوند.

### هوشنگ مرادی کرمانی و سینما

#### اقتباس سینمایی
- داستان صنوبر (بیگانه)، به کارگردانی صدیق برمک محصول افغانستان
- قصه‌های مجید (چهارده داستان) یازده قسمت سریال تلویزیونی و سه فیلم سینمایی، کارگردان: کیومرث پوراحمد
- خمره کارگردان: ابراهیم فروزش
- چکمه کارگردان: محمد علی طالبی
- مهمان مامان کارگردان: داریوش مهرجویی
- تیک تاک کارگردان: محمد علی طالبی
- تنور (فیلم) کارگردان: فرهنگ خاتمی
- مثل ماه شب چهارده، ۱۱ قسمت سریال تلویزیونی، یک فیلم سینمایی (کارگردان: محمدعلی طالبی)
- مربای شیرین، اقتباس فیلمنامه: فرهاد توحیدی - کارگردان: مرضیه برومند

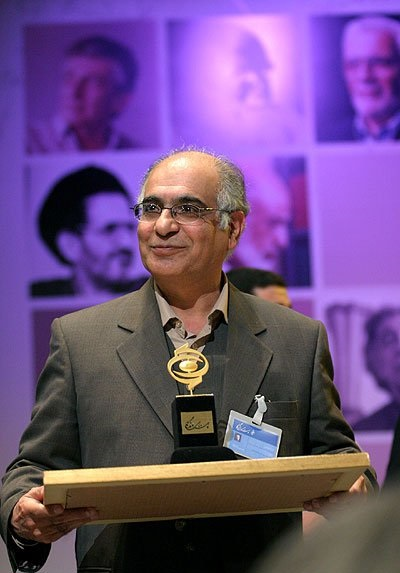
هوشنگ مرادی کرمانی جایزه خود را از همایش چهره‌های ماندگار می‌گیرد، ۱۴ نوامبر ۲۰۰۵.

شاید هوشنگ مرادی کرمانی تنها نویسندهٔ ایرانی باشد که آثار سینمایی (با تلویزیونی) اقتباس‌شده از داستان‌هایش بیش‌تر به‌خاطر جنبه‌هایی متفاوت آثاری قابل تأمل و شاخص از کار درآمده‌اند. مجموعهٔ فیلم‌های تلویزیونی قصه‌های مجید که اولین این آثار است، به یکی از پرتماشاگرترین مجموعه‌های بعد از انقلاب تبدیل شد. پس از آن کارگردان این مجموعه، «کیومرث پوراحمد»، داستان‌هایی دیگر از مجموعهٔ قصه‌های مجید را این بار در سینما به تصویر درآورد. صبح روز بعد که به‌دلیل ساختار طنزآلود و افشاگرانه‌اش دربارهٔ آموزش و پرورش سنتی مورد توجه مخاطبان قرار گرفت، شرم که به‌خاطر ساختار پیچیده و ذهنی و ارزش‌های فرهنگی و هنری‌اش هرچند مورد توجه مخاطب عام قرار نگرفت، اما منتقدان و کارشناسان سینمایی را خوش آمد و نان و شعر که به‌دلیل بعضی ملاحظات درونی و بیرونی مربوط به فیلم (مانند بزرگ شدن بازیگر نقش اول قصه‌های مجید (مهدی باقربیگی) و عدم دوخته شدن دوبارهٔ نقش مجید به شمایل جدیدش یا اغتشاش داستانی به علت درهم‌آمیزی چند داستان از مجموعهٔ داستان‌های قصه‌های مجید در این فیلم) نه مخاطب عام را راضی کرد و نه خاص را. خمره، دومین ساختهٔ «ابراهیم فروزش» و بر اساس داستانی از مرادی کرمانی، از دیگر آثار ارزشمندی است که در سال ۱۳۶۹ ساخته شد و طی دو سال شرکت در جشنواره‌ها و مجامع بین‌المللی رکورددار شد. در سال ۱۳۹۰ بر اساس خمره، اقتباس آزادی صورت گرفت که نتیجه آن مجموعه انیمیشنی به همین نام بود. این مجموعه به نویسندگی حمیدرضا حافظی و به کارگردانی علی احمدی به بخش مسابقه پنجاه و یکمین دوره جشنواره بین‌المللی انسی فرانسه ۲۰۱۱ راه یافت.
«محمدعلی طالبی» که در دههٔ ۱۳۷۰ با گرایش مضامین اجتماعی و بیان سرنوشت کودکان و نوجوانان ایرانی که در کلان‌شهر تهران زندگی توأم با را حسرتی را می‌گذرانند توانست نام خود را در کنار سینماگران نوجوان ایرانی ثبت کند، سه فیلم چکمه، تیک تاک» و کیسه برنج را بر اساس داستان‌هایی از مرادی کرمانی ساخت که با توجه به ساختار واقع‌گرایانه‌شان، توجه مجامع بین‌المللی را به‌سوی این فیلم‌ساز جلب نمودند، تا آن حد که فیلم کیسهٔ برنج با سرمایهٔ مشترک ایران و ژاپن ساخته شد. طالبی به تازگی فیلم مثل ماه شب چهارده را بر اساس داستان‌هایی با همین نام‌ها از هوشنگ مرادی کرمانی ساخته و هم‌چنین یک مجموعهٔ تلویزیونی ۱۱ قسمتی از روی ماه شب چهارده اقتباس کرده‌است که این آثار هنوز به نمایش درنیامده‌اند.
در فیلم سینمایی تنور فرهنگ خاتمی این بار قهرمان داستان دخترکی نه ساله است که در شرایطی در خانه تنها مانده و برای پدر خود می‌خواهد نان بپزد. او که نمی‌داند چگونه باید نان بپزد پیش ماه بی بی رفته و از او می‌خواهد دربارهٔ نان پختن به او انشا بگوید. این فیلم اقتباسی بر اساس کتاب تنور نوشته هوشنگ مرادی کرمانی در سال ۱۳۷۵ در روستایی در جنوب شهر کرمان تهیه گردید. این اثر در سیزدهمین جشنواره بین‌المللی فیلم‌های کودکان و نوجوانان فیلم منتخب هیئت داوران و دیپلم افتخار جشنواره را ازآن خود ساخت.

#### روندی تازه در اقتباس‌های سینمایی
اما اقتباس «داریوش مهرجویی» از «مهمان مامان» در سال ۱۳۸۲، فصل تازه‌ای را در روند اقتباس‌های سینمایی از روی آثار مرادی کرمانی گشود، این فیلم گرچه متعلق به سینمای کودک نبود، ولی به وضوح در نمایش شخصیت‌های فقیر معصومش، فضای خاص توأمان کودکانه، تلخ و طنزآمیز آثار کرمانی را بازتاب می‌داد (خود مرادی کرمانی گفته‌است که سرسختی پیرمرد در رمان «پیرمرد و دریا! همینگوی و لایه‌های درونی‌اش برای او این را تداعی می‌کند که پیرمرد، یک «مجید» آمریکایی است و از این جمله می‌توان چنین نتیجه گرفت که در داستان‌های وی نوعی روح کودکانه حضور دارند، هرچند در بعضی از آن‌ها-دست‌کم-شخصیت‌های محوری کودک نباشند». این فیلم هم توانست نظر قاطبهٔ منتقدان و انبوه تماشاگران را به‌سوی خود جلب کند. «مربای شیرین» (مرضیه برومند) تنها اثر اقتباس‌شده از روی داستان‌های مرادی کرمانی است که مطلقاً فاقد جنبه‌های عام‌پسند و هم‌چنین خاص‌پسند است. فیلم با دستمایه قراردادن داستانی واقع‌گرایانه از مرادی کرمانی-به‌عنوان ویژگی ثابت آثار او- فضا را به سوی موزیکال و فانتزی کودکانه برده‌است و این تناقص اساسی باعث شده که به اثری کم‌مایه تبدیل شود.
آخرین آثار سینمایی به نمایش درآمده از روی داستان‌های مرادی کرمانی، «تک‌درختها» (سعید ابراهیمی‌فر) و «گوشواره» (وحید موسویان) هستند که هریک با آمیزش با جهان‌بینی خاص فیلمسازان خود رنگ و بویی متفاوت به خود گرفته‌اند، اما هم‌چنان می‌توان ردپای آن کودکی تلخ طنزآمیز را مثلاً در شخصیت شاعر کرمانی فیلم تک‌درخت‌ها بازیافت که شعرهای نه‌چندان قاعده‌مند ولی باارزشش در نظر انجمن شاعران کرمان، برای خود شاعر سالخورده چون جواهری بی‌بهاست چراکه روایتگر دوران کودکی فرزندانش بوده و همچون آینه‌ای در مقابل کودک‌صفتی بی‌بغض و کینه اما پردرد خودش قرار می‌گیرند.
شاید مهم‌ترین عللی را که در چرایی این‌همه توجه تازه کرد که این‌جا درست است هرازچندگاهی توانست رنگ و لعابی به سینمای کودک و نوجوان با سینمای کودکانهٔ ما بدهد-به وضوح در اظهارات خود نویسنده بیان گردند که ممکن است بتوانند برای تمامی سینماگران و نویسندگان شکست‌خوردهٔ عرصهٔ کودک و جوان و پیر و مرده هم مفید واقع شوند:
«هنگام نوشتن داستان به جنبه‌های سینمای آن فکر می‌کنم؛ در واقع داستان را به صورت تصویری می‌بینم و به‌همین دلیل در رابطه با آثاری که از روی داستان‌هایم ساخته‌شده‌اند، کم‌ترین مشکل را دارم».
«بشر اولیه قبل از این‌که نویسنده شود سینماگر بوده و تصاویر روی دیوارهٔ غارها، مجسمه‌ها و ظروف سفالی گواه این امر است. بشر از ابتدا دوست داشته که ذهنش تصویرگر باشد و این امر امروزه بااستفاده از ابزار و تجهیزات در قالب سینما و تصویر امکان‌پذیر شده‌است. هرکس که کتابی می‌خواند، به‌دلیل نوع برداشت و تصویرسازی ذهنی‌اش از داستان، به نوعی نویسنده‌است».
«من وارد ادبیات کودک نشده‌ام، بلکه ادبیات کودک در من شکل گرفته‌است. قبل از نوشتن برای کودکان، برای رادیو متن می‌نوشتم. یکی از نوشته‌هایم که خوب هم جواب داد و قرار بود ۱۳ روز طول بکشد، قصه‌های مجید بود که ۴ سال طول کشید. فکر می‌کنم که بازتاب کودکی در من مانده‌است؛ من در کودکی مانده‌ام و هر چه بگذرد، کودکی از ذهنم نمی‌رود. هرکسی‌که کودکی‌اش را ازدست بدهد، جانش را ازدست می‌دهد و می‌میرد».
«هرگز سعی نمی‌کنم برای کودکان بنویسم، موقع نوشتن هم پایهٔ واژگانی خوانندگان را در نظر نمی‌گیرم؛ هرچه دل تنگم می‌خواهد روی کاغذ می‌گذارم و می‌بینم بچه‌ها دورم جمع شده‌اند. من در نوشتن نه به پیام و نه به روان‌شناسی توجه نمی‌کنم. نوشتن برای من یک حادثهٔ درونی است که یک مطلب که به ذهنم آمده و تمام مواقع در ذهنم وجود دارد، در من درونی می‌شود و روی کاغذ می‌آید». مدیر انتشارات معین ناشر آثار مرادی کرمانی به وقت رونمایی از کتاب جدید مرادی کرمانی باعنوان «قاشق چای خوری» در سی و دومین نمایشگاه بین‌المللی کتاب تهران، این اثر را کتاب خداحافظی نویسنده با دنیای نویسندگی خواند و از قول وی گفت: این کتاب آخرین کارم است و بعد از آن می‌خواهم قلم را ببوسم و کنار بگذارم.

## کوچه‌ای به نام او
در تاریخ ۲۲ تیرماه ۱۴۰۰ شورای شهر تهران با نامیدن خیابانی فرعی از خیابان‌های شرق خیابان حجاب (مقابل کانون پرورش فکری کودکان و نوجوانان) به نام «استاد هوشنگ مرادی کرمانی» موافقت کرد. مرادی کرمانی در این باره گفت:
کار بسیار خوبی کرده‌اند. اگر دفاع می‌کنم برای شخص خودم نیست. من در کتابم زنده هستم، در عین این‌که جایزه را دوست دارم و تشویق را دوست دارم، باید بگویم این‌ها دورچین غذای اصلی هستند. باغچه‌بان آدم کمی نبود؛ خیلی کار کرد و خیلی سختی کشید. همه این افراد حاصل سختی، رنج، تلاش و کوشش هستند. صمد بهرنگی به دنبال این بود که کودکان را کتاب‌خوان کند و از این روستا به آن روستا کتاب می‌برد. بهرنگی جزء اولین کسانی بود که راجع‌به بچه‌های روستایی و بچه‌های فرودست و آسیب‌پذیر جامعه داستان نوشت و دیگران از او یادگرفتند و به دنبال او رفتند.
این تصمیم با مخالفت فرمانداری شهر تهران روبه‌رو شد. در برخورد با این مخالفت انجمن نویسندگان کودک و نوجوان در بیانیه‌ای اعتراضش را اعلام کرد. در بخشی از متن بیانیه چنین آمده‌است:
«انجمن نویسندگان کودک و نوجوان، نه فقط نظر سلیقه‌ای هیئت تطبیق فرمانداری تهران را غیرقابل قبول می‌داند، بلکه بر این باور است که چنین اعمال سلیقه‌های غیرفرهنگی، پاسخی در خور از مردم و به‌ویژه نسل جدید خواهد گرفت. تن‌دادن جامعه به این قبیل تصمیم‌های زیان‌بار، هم به شهر و مردم آسیب می‌زند و هم به هویت جمعی و منافع ملی. از این رو، انجمن نویسندگان کودک و نوجوان انتظار دارد مسئولان ذی‌ربط، هرچه زودتر ضمن اعلام بطلان نظر اعلام شدهٔ هیئت تطبیق فرمانداری تهران در این زمینه، به‌طور جدی به اعضای این هیئت یادآوری کنند که لازم است از تصمیم‌گیری‌های تنگ‌نظرانه، غیرکارشناسی و سلیقه‌ای بپرهیزند، تا دیگر بار شاهد چنین خبرهایی نباشیم.»
پس از تغییر شورای شهر و دولت، در شهریور همان سال این تصمیم قطعی و کوچه‌هایی که به نام استادان ادبیات کودکان نام‌گذاری شده بود، پلاک‌کوبی شد.
اما در آذرماه پلاک‌ها کنده شد و نام‌های قبلی کوچه‌ها بازگردانده شد. انجمن نویسندگان کودک در این باره بیانیه‌ای دیگر صادر کرد که در آن نوشت:
«گمان نمی‌کردیم نیاز به یادآوری باشد، چون بر این باوریم که هم جناب‌عالی و هم اعضای شورای شهر و دیگر مسئولان توجه دارند که قدردانی از این بزرگان و نامگذاری خیابان‌های مذکور به نام آنان، چیزی بر قدر و جایگاه آن‌ها نمی‌افزاید، بلکه شهر را زینت می‌بخشد.»

## آثار
| - معصومه (۱۳۴۹) - من غزال ترسیده‌ای هستم (۱۳۵۱) - قصه‌های مجید (۱۳۵۸) - بچه‌های قالیبافخانه (۱۳۵۹) - نخل (۱۳۶۱) - چکمه (۱۳۶۱) - خمره (۱۳۶۸) - مشت بر پوست (۱۳۷۱) - تنور (۱۳۷۳) - مربای شیرین (۱۳۷۷) - لبخند انار (۱۳۷۸) - مهمان مامان (۱۳۸۰) - نه تر و نه خشک (۱۳۸۲) - شما که غریبه نیستید (۱۳۸۴) - پلوخورش (۱۳۸۶) - مثل ماه شب چهارده (۱۳۸۶) - نازبالش (۱۳۸۸) - هوشنگ دوم (۱۳۸۸) - آب‌انبار (۱۳۹۱) - ته خیار (۱۳۹۳) - قاشق چایخوری (۱۳۹۷) - طغیانگر - کاکلی - تیک تاک - کیسه برنج - مهمان مامان - قصه‌های مجید (اقتباس تلویزیونی) - چکمه (اقتباس سینمایی) - مربای شیرین (اقتباس سینمایی) - گوشواره (اقتباس سینمایی) - کبوتر توی کوزه (۱۳۷۶) - پهلوان و جراح - مأموریت (تلویزیونی) |

## جوایز و افتخارات
- کاندید جایزه جهانی اندرسن - سال ۱۹۸۶ میلادی
- کاندید جایزه جهانی اندرسن - سال ۲۰۱۴ میلادی
- جایزه کتاب سال ۱۹۹۴ کودکان و نوجوانان اتریش
- سیمرغ بلورین بهترین فیلم‌نامه در دوازدهمین جشنواره فیلم فجر (بهمن ۱۳۷۲)
- جایزه مهرگان ادب
- عنوان نویسنده برگزیده کشور کاستاریکا
- جایزه خوزه مارتینی (نویسنده و قهرمان ملی آمریکای لاتین) - سال ۱۹۹۵ میلادی
- برگزیده پنجمین دوره چهره‌های ماندگار- ۱۳۸۴ خورشیدی